# Ferrari 553 F1
La Ferrari 553 F1, nota anche come squalo per via delle sue forme e derivata dall'omonima Formula 2, è la vettura con cui la Scuderia Ferrari prese parte ad alcune gare del Campionato mondiale di Formula 1 1954 affiancando la 625 F1 senza mai sostituirla definitivamente. Fu sviluppata dalla 553 F2.
Dall'anno successivo sarebbe stata rimpiazzata dalla 555 F1 che ne rappresentava l'evoluzione.

## Sviluppo
Alla fine della stagione 1953, quando le Formula 2 partecipavano al campionato mondiale di Formula 1, fece la sua apparizione una nuova Ferrari da Formula 2 completamente diversa dalla 500 F2, era la 553 F2. Questa vettura, nelle intenzioni della Scuderia di Maranello, avrebbe dovuto rappresentare la base per lo sviluppo di una futura Formula 1.
Singolare la scelta del nome che, contrariamente alla tradizione del marchio, si riferiva alla cilindrata unitaria (499 cm³ approssimata per eccesso a 500 cm³) solo nella prima cifra seguita dall'anno di produzione della vettura, in questo caso il 1953.
Il motore, un 4 cilindri in linea, si discostava da quello della 500 F2, con cui condivideva alcuni componenti, nell'alesaggio superquadro e nella cilindrata leggermente superiore (1 984 cm³ contro 1 997 cm³). La potenza era di 180 CV a 7 200 giri/min.
Il telaio era del tutto inedito per la Ferrari e presentava una struttura tubolare a traliccio al posto dei tradizionali longheroni e traverse anticipando così di un anno la Lancia D50. Anche l'impostazione della vettura era singolare con i serbatoi del carburante posti ai lati dell'abitacolo; si venivano così a creare dei rigonfiamenti che, insieme alla configurazione del muso, le valsero il soprannome di Squalo. Tale collocazione dei serbatoi permise di realizzare una coda particolarmente bassa e rastremata. Le sospensioni erano invece identiche a quelle della 500 F2: balestra trasversale e ammortizzatori idraulici davanti e ponte De Dion al posteriore.
Con l'aumento di cilindrata a 2 500 cm³, cubatura introdotta nel 1954 dal nuovo regolamento di Formula 1, la vettura cambiò il nome in 553 F1 e il motore accentuò la sua impostazione superquadra con l'aumento dell'alesaggio a 100 mm e la potenza salì a 250 CV a 7 500 giri/min. Per il resto la vettura rimase inalterata a parte l'aggiunta di un serbatoio di carburante supplementare nella coda ora meno rastremata. Nel corso della stagione 1954 le uniche modifiche di rilievo a cui fu soggetta furono l'eliminazione delle molle a balestra all'anteriore in favore di molle a spirale con barra antirollio prima del GP di Spagna per limitare le carenze di assetto che si erano manifestate nelle prime gare a cui partecipò. Tuttavia queste migliorie non riuscirono a compensare la scarsa affidabilità e i problemi di assetto che afflissero la 553 F1 nella sua breve carriera agonistica.
Nell'inverno 1954-1955 la 553 F1 fu sottoposta a radicali modifiche che la trasformarono nell'evoluzione 555 F1.

## Carriera agonistica

Alberto Ascari testa la 553 F2 sul circuito di Monza (1953)

La prima volta che una 553 esordì in gara fu al Gran Premio d'Italia 1953 ancora come Formula 2 pilotata da Umberto Maglioli e Piero Carini ma nessuno dei due concluse la gara. Per vedere in azione la 553 in versione F1 si dovette aspettare il Gran Premio di Siracusa del 1954, gara non valida per il mondiale. Le circostanze dell'esordio furono però alquanto drammatiche: José Froilán González, che ne era al volante, si fermò per soccorrere il compagno di squadra Mike Hawthorn che era finito contro un muro con la sua 625 F1, ma nella fretta l'argentino si dimenticò di frenare la sua macchina che arretrando centrò in pieno la vettura dell'inglese che nel frattempo aveva preso fuoco. Ambedue le vetture vennero divorate dalle fiamme. Miglior fortuna ebbe lo stesso González all'International Trophy di Silverstone dove vinse una delle manche in cui si articolava la gara oltre alla gara stessa.
L'esordio ufficiale nel mondiale di Formula 1 avvenne al Gran Premio del Belgio 1954 con al volante Farina e González ma con scarsa fortuna dato che si ritirarono entrambi, cosa che accadde anche nell'appuntamento successivo in Francia dove González e Hawthorn non terminarono la gara per problemi al motore.
Successivamente la 553 F1 fu vista alle prove del Gran Premio di Pescara e al GP di Svizzera, in quest'ultimo affidata a Manzon e Maglioli. Il primo tuttavia non riuscì a qualificarsi per un incidente occorsogli in prova mentre il secondo terminò la gara al 7º posto. In occasione del GP d'Italia venne ancora una volta affidata a González che fu costretto al ritiro prima di riprendere la gara a bordo della 625 di Maglioli conquistando il 3º posto.
L'unico successo della 553 in Formula1 arrivò al GP di Spagna ad opera di Mike Hawthorn dopo che la vettura era stata rivista nel reparto sospensioni. Partito in prima fila, l'inglese subisce sin dall'inizio il ritmo di Maserati, Lancia e Mercedes ritrovandosi così leggermente attardato rispetto ai primi. Tuttavia al 10º giro la nuovissima Lancia D50 di Ascari, che si trovava autorevolmente in testa con un notevole vantaggio sugli inseguitori, è costretta al ritiro per un trafilaggio d'olio nella frizione e Hawthorn si ritrova così terzo dietro la Maserati di Harry Schell e la Ferrari 625 F1 di Maurice Trintignant e davanti alla Mercedes W196 di Fangio. Poi Schell si ritira per problemi alla trasmissione, Trintignant è costretto a rallentare e al comando passa Hawthorn, che è sempre seguito da Fangio. Nel finale, la Mercedes di Fangio accusa un notevole surriscaldamento del motore, dovuto a fogli di giornale che hanno ostruito la presa d'aria di raffreddamento, e deve rallentare notevolmente lasciando così Hawthorn certo della vittoria finale.

## Risultati completi
| 1953 | Squadra | Gomme | Piloti   | ARG | IND | OLA | BEL | FRA | GBR | GER | SVI | ITA | Punti         | CMP  |
| ---- | ------- | ----- | -------- | --- | --- | --- | --- | --- | --- | --- | --- | --- | ------------- | ---- |
| 1953 | Ferrari | P     | Ascari   |     |     |     |     |     |     |     |     | SP  | 0             | 1º   |
| 1953 | Ferrari | P     | Maglioli |     |     |     |     |     |     |     |     | 8   | 0             | 37º  |
| 1953 | Ferrari | P     | Carini   |     |     |     |     |     |     |     |     | Rit | 0             | 107º |
| 1954 | Squadra | Gomme | Piloti   | ARG | IND | BEL | FRA | GBR | GER | SVI | ITA | SPA | Punti         | CMP  |
| 1954 | Ferrari | P     | Hawthorn |     |     |     | Rit |     |     |     |     | 1   | 24,64         | 3º   |
| 1954 | Ferrari | P     | González |     |     | 4‡  | Rit |     |     |     | 3‡  |     | 25,14 (26,64) | 2º   |
| 1954 | Ferrari | P     | Farina   |     |     | Rit |     |     |     |     |     |     | 6             | 8º   |
| 1954 | Ferrari | P     | Maglioli |     |     |     |     |     |     | 7   |     |     | 2             | 18º  |
| 1954 | Ferrari | P     | Manzon   |     |     |     |     |     |     | NP  |     |     | 4             | 15º  |

- ‡ Indica i punti divisi equamente tra i piloti alla guida di una vettura condivisa